# Weiler (Luxemburg)
Weiler  (en luxemburguès: Weller; en alemany: Weiler) és una vila de la comuna de Putscheid situada al districte de Diekirch del cantó de Vianden. Està a uns 35 km de distància de la ciutat de Luxemburg.